# Mimeresia moorelsi
Mimeresia moorelsi is een vlinder uit de familie van de Lycaenidae. De wetenschappelijke naam van de soort is voor het eerst geldig gepubliceerd in 1901 door Aurivillius.